# Campeonato Europeo de Baloncesto Masculino de 1999
El XXXI Campeonato Europeo de Baloncesto se celebró en Francia entre el 21 de junio y el 3 de julio de 1999 bajo la denominación Eurobasket 1999.
Un total de 16 países europeos compitieron por el título, cuyo anterior portador era la selección nacional de Yugoslavia.
Los dieciséis equipos participantes en el Eurobasket fueron: Yugoslavia, Francia, Israel, República de Macedonia, Rusia, España, Eslovenia, Hungría, Turquía, Italia, Croacia, Bosnia, República Checa, Alemania, Lituania y Grecia. 
El campeón fue Italia, que derrotó a España en la final. De esta manera, los italianos clasificaron a los Juegos Olímpicos de Sídney 2000 y representaron a Europa en el FIBA Diamond Ball de ese año; el primero en la historia.

## Sedes
| Grupo      | Ciudad           |
| ---------- | ---------------- |
| A          | Toulouse         |
| B          | Clermont Ferrand |
| C          | Antibes          |
| D          | Dijon            |
| E          | Pau              |
| F          | Le Mans          |
| Fase Final | París            |

## Grupos
| Grupo A             | Grupo B   | Grupo C              | Grupo D         |
| ------------------- | --------- | -------------------- | --------------- |
| Yugoslavia          | Rusia     | Turquía              | República Checa |
| Francia             | España    | Italia               | Alemania        |
| Israel              | Eslovenia | Croacia              | Lituania        |
| Macedonia del Norte | Hungría   | Bosnia y Herzegovina | Grecia          |

## Sistema de clasificación
En la primera fase, los 16 equipos se dividieron en 4 grupos, pasando los 3 primeros de cada grupo a la segunda fase.
La segunda fase consistía en 2 grupos de 6 equipos en los que se tomaban en cuenta los resultados de los enfrentamientos de la primera fase, clasificándose los 4 primeros de cada grupo para la fase final.

## Primera fase

### Grupo A
| Equipo              | J | G | P | T+  | T-  | DT  | PTS |
| ------------------- | - | - | - | --- | --- | --- | --- |
| Yugoslavia          | 3 | 3 | 0 | 227 | 181 | +46 | 6   |
| Francia             | 3 | 2 | 1 | 200 | 196 | +4  | 5   |
| Israel              | 3 | 1 | 2 | 191 | 220 | -29 | 4   |
| Macedonia del Norte | 3 | 0 | 3 | 197 | 218 | -21 | 3   |

- Resultados

| Fecha    | Partido¹            | Partido¹ | Partido¹            | Resultado |
| -------- | ------------------- | -------- | ------------------- | --------- |
| 21.06.99 | Israel              | -        | Yugoslavia          | 61-81     |
| 21.06.99 | Macedonia del Norte | -        | Francia             | 67-71     |
| 22.06.99 | Yugoslavia          | -        | Macedonia del Norte | 83-68     |
| 22.06.99 | Francia             | -        | Israel              | 77-66     |
| 23.06.99 | Macedonia del Norte | -        | Israel              | 62-64     |
| 23.06.99 | Yugoslavia          | -        | Francia             | 63-52     |

- (¹) -  Todos en Toulouse

### Grupo B
| Equipo    | J | G | P | T+  | T-  | DT  | PTS |
| --------- | - | - | - | --- | --- | --- | --- |
| Rusia     | 3 | 2 | 1 | 210 | 191 | +19 | 5   |
| España    | 3 | 2 | 1 | 231 | 229 | +2  | 5   |
| Eslovenia | 3 | 2 | 1 | 204 | 209 | -5  | 5   |
| Hungría   | 3 | 0 | 3 | 213 | 229 | -16 | 3   |

- Resultados

| Fecha    | Partido¹  | Partido¹ | Partido¹  | Resultado |
| -------- | --------- | -------- | --------- | --------- |
| 21.06.99 | Eslovenia | -        | Rusia     | 47-68     |
| 21.06.99 | Hungría   | -        | España    | 75-84     |
| 22.06.99 | Rusia     | -        | Hungría   | 73-72     |
| 22.06.99 | España    | -        | Eslovenia | 75-85     |
| 23.06.99 | Hungría   | -        | Eslovenia | 66-72     |
| 23.06.99 | Rusia     | -        | España    | 69-72     |

- (¹) -  Todos en Clermont Ferrand

### Grupo C
| Equipo               | J | G | P | T+  | T-  | DT  | PTS |
| -------------------- | - | - | - | --- | --- | --- | --- |
| Turquía              | 3 | 2 | 1 | 188 | 169 | +19 | 5   |
| Italia               | 3 | 2 | 1 | 196 | 190 | +6  | 5   |
| Croacia              | 3 | 2 | 1 | 198 | 197 | +1  | 5   |
| Bosnia y Herzegovina | 3 | 0 | 3 | 160 | 186 | -26 | 3   |

- Resultados

| Fecha    | Partido¹             | Partido¹ | Partido¹             | Resultado |
| -------- | -------------------- | -------- | -------------------- | --------- |
| 21.06.99 | Bosnia y Herzegovina | -        | Turquía              | 42-57     |
| 21.06.99 | Croacia              | -        | Italia               | 70-68     |
| 22.06.99 | Turquía              | -        | Croacia              | 70-63     |
| 22.06.99 | Italia               | -        | Bosnia y Herzegovina | 64-59     |
| 23.06.99 | Bosnia y Herzegovina | -        | Croacia              | 59-65     |
| 23.06.99 | Italia               | -        | Turquía              | 64-61     |

- (¹) -  Todos en Antibes

### Grupo D
| Equipo          | J | G | P | T+  | T-  | DT  | PTS |
| --------------- | - | - | - | --- | --- | --- | --- |
| República Checa | 3 | 2 | 1 | 229 | 211 | +18 | 5   |
| Alemania        | 3 | 2 | 1 | 210 | 210 | 0   | 5   |
| Lituania        | 3 | 2 | 1 | 228 | 216 | +12 | 5   |
| Grecia          | 3 | 0 | 3 | 194 | 224 | -30 | 3   |

- Resultados

| Fecha    | Partido¹        | Partido¹ | Partido¹        | Resultado |
| -------- | --------------- | -------- | --------------- | --------- |
| 21.06.99 | República Checa | -        | Lituania        | 78-62     |
| 21.06.99 | Alemania        | -        | Grecia          | 59-58     |
| 22.06.99 | Lituania        | -        | Alemania        | 84-74     |
| 22.06.99 | Grecia          | -        | República Checa | 72-83     |
| 23.06.99 | República Checa | -        | Alemania        | 68-77     |
| 23.06.99 | Grecia          | -        | Lituania        | 64-82     |

- (¹) -  Todos en Dijon

## Segunda fase

### Grupo E
| Equipo     | J | G | P | T+  | T-  | DT  | PTS |
| ---------- | - | - | - | --- | --- | --- | --- |
| Yugoslavia | 6 | 5 | 1 | 443 | 386 | +57 | 11  |
| Francia    | 6 | 5 | 1 | 414 | 384 | +30 | 11  |
| Rusia      | 6 | 4 | 2 | 441 | 409 | +32 | 10  |
| España     | 6 | 3 | 3 | 439 | 454 | -15 | 9   |
| Israel     | 6 | 2 | 4 | 416 | 467 | -51 | 8   |
| Eslovenia  | 6 | 2 | 4 | 405 | 421 | -16 | 8   |

- Resultados

| Fecha    | Partido¹   | Partido¹ | Partido¹   | Resultado |
| -------- | ---------- | -------- | ---------- | --------- |
| 26.06.99 | España     | -        | Francia    | 57-74     |
| 26.06.99 | Eslovenia  | -        | Yugoslavia | 66-71     |
| 26.06.99 | Rusia      | -        | Israel     | 93-84     |
| 27.06.99 | Yugoslavia | -        | España     | 77-63     |
| 27.06.99 | Israel     | -        | Eslovenia  | 67-66     |
| 27.06.99 | Francia    | -        | Rusia      | 66-62     |
| 28.06.99 | España     | -        | Israel     | 88-74     |
| 28.06.99 | Rusia      | -        | Yugoslavia | 76-68     |
| 28.06.99 | Eslovenia  | -        | Francia    | 69-74     |

- (¹) -  Todos en Pau

### Grupo F
| Equipo          | J | G | P | T+  | T-  | DT  | PTS |
| --------------- | - | - | - | --- | --- | --- | --- |
| Lituania        | 6 | 5 | 1 | 467 | 401 | +66 | 11  |
| Italia          | 6 | 4 | 2 | 427 | 385 | +42 | 10  |
| Turquía         | 6 | 4 | 2 | 377 | 371 | +6  | 10  |
| Alemania        | 6 | 3 | 3 | 420 | 432 | -12 | 9   |
| Croacia         | 6 | 3 | 3 | 444 | 454 | -10 | 9   |
| República Checa | 6 | 2 | 4 | 434 | 470 | -36 | 8   |

- Resultados

| Fecha    | Partido¹        | Partido¹ | Partido¹        | Resultado |
| -------- | --------------- | -------- | --------------- | --------- |
| 26.06.99 | Lituania        | -        | Turquía         | 74-48     |
| 26.06.99 | República Checa | -        | Croacia         | 64-86     |
| 26.06.99 | Alemania        | -        | Italia          | 53-74     |
| 27.06.99 | Croacia         | -        | Lituania        | 75-91     |
| 27.06.99 | Turquía         | -        | Alemania        | 63-55     |
| 27.06.99 | Italia          | -        | República Checa | 95-68     |
| 28.06.99 | Alemania        | -        | Croacia         | 102-85    |
| 28.06.99 | República Checa | -        | Turquía         | 73-78     |
| 28.06.99 | Lituania        | -        | Italia          | 74-62     |

- (¹) -  Todos en Le Mans

## Fase final
Todos los partidos de la fase final se disputaron en París.

### Cuartos de final
| Fecha    | Partido    | Partido | Partido  | Resultado |
| -------- | ---------- | ------- | -------- | --------- |
| 01.07.99 | Yugoslavia | -       | Alemania | 78-68     |
| 01.07.99 | Francia    | -       | Turquía  | 66-63     |
| 01.07.99 | Lituania   | -       | España   | 72-74     |
| 01.07.99 | Italia     | -       | Rusia    | 102-79    |

### Semifinales (Puestos del 5º al 8º)
| Fecha    | Partido  | Partido | Partido  | Resultado |
| -------- | -------- | ------- | -------- | --------- |
| 02.07.99 | Alemania | -       | Rusia    | 70-74     |
| 02.07.99 | Turquía  | -       | Lituania | 56-80     |

### Semifinales
| Fecha    | Partido    | Partido | Partido | Resultado |
| -------- | ---------- | ------- | ------- | --------- |
| 02.07.99 | Yugoslavia | -       | Italia  | 62-71     |
| 02.07.99 | Francia    | -       | España  | 63-70     |

### Final de consolación
| Fecha    | Partido    | Partido | Partido | Resultado |
| -------- | ---------- | ------- | ------- | --------- |
| 03.07.99 | Yugoslavia | -       | Francia | 74-62     |

### Final
| Fecha    | Partido | Partido | Partido | Resultado |
| -------- | ------- | ------- | ------- | --------- |
| 03.07.99 | Italia  | -       | España  | 64-56     |

## Plantilla de los 4 primeros clasificados
1.Italia: Gregor Fučka, Carlton Myers, Andrea Meneghin, Roberto Chiacig, Denis Marconato, Alessandro Abbio, Alessandro De Pol, Gianluca Basile, Giacomo Galanda, Davide Bonora, Marcelo Damiao, Michele Mian (Entrenador: Bogdan Tanjević)
2.España: Alberto Herreros, Roberto Dueñas, Roger Esteller, Carlos Jiménez, Ignacio De Miguel, Nacho Rodríguez, Alfonso Reyes, Rodrigo De la Fuente, Alberto Angulo, Nacho Rodilla, Juan Ignacio Romero, Iván Corrales (Entrenador: Lolo Sainz)
3.Yugoslavia: Vlade Divac, Predrag Stojaković, Dejan Bodiroga, Predrag Danilović, Dragan Tarlac, Saša Obradović, Dejan Tomašević, Milan Gurović, Nikola Lonćar, Milenko Topić, Dragan Lukovski, Vlado Šćepanović (Entrenador: Željko Obradović)
4.Francia: Antoine Rigaudeau, Tariq Abdul-Wahad, Stéphane Risacher, Laurent Foirest, Laurent Sciarra, Alain Digbeu, Jim Bilba, Moustapha Sonko, Ronnie Smith, Cyril Julian, Frédéric Weis, Thierry Gadou (Entrenador: Jean-Pierre de Vincenzi)